# بيفرلي بريلي
بيفرلي بريلي هو سياسي أمريكي، ولد في 11 يناير 1914 في ناشفيل في الولايات المتحدة، وتوفي في 14 سبتمبر 1980 بسبب سرطان. نشط حزبياً في الحزب الديمقراطي. وقد انتخب Mayor of Nashville ‏.